# Antoine Eito
Antoine Thibault Pascal Eito (Barbezieux-Saint-Hilaire, 6 aprile 1988) è un cestista francese.

## Palmarès
- Campionato francese: 2

ASVEL: 2008-09
Le Mans: 2017-18
- Coppa di Francia: 1

ASVEL: 2007-08
- Leaders Cup: 1

Le Mans: 2014